# 3 Manhattan West
 Il 3 Manhattan West (noto anche come The Eugene) è un grattacielo residenziale di New York.

## Caratteristiche
L'edificio fa parte del progetto Manhattan West, ed è stato aperto nel dicembre 2014. Alto 220 metri e con 64 piani è il secondo edificio più alto del complesso e uno degli edifici residenziali più alti della città. In totale ha al suo interno 844 unità, suddivise tra 675 economiche e 169 lussuose.